# Боравак и лечење српске војске на северу Африке 1916/19
Боравак и лечење српске војске на северу Африке 1916/19 била је организована, вишегодишња активност лечења и обуке српских војника у Првом светском рату. Организована од стране савезника у северној Африци ова кативност, је почела почетком 1916. године, имала је двоструку улогу: прихват, и организовано лечење српских рањеника и болесника, опоравак изнемоглих и рехабилитацију инвалида, и војничку обука здравих и излечених војника за повратак и попуну јединица српске војске на Солунском фронту.
Болнице намењене за лечење и опоравак на тлу Африке основао је француски војни санитет у 35 места, уз припомоћ српских лекара и страних хуманитарних мисија, а војну обуку здравих војника француски, енглески и српски официри.
Са обала албанског приморја и Грчке од 1916-1918 на двадесетак бродова и лађа у Северну Африку пребачено је на лечење и обуку 61.260 Срба (57.588 војника и 3.772 избеглице). Од овог броја 41.135 војника, највећим делом заражених колером и другим заразним болестима, одмах је смештено у болничке објете у Тунису, Алжиру и Мароку. Умирање међу оболелим војницима, што због болести што због психофизичке исцрпљености било је велико. Захваљујући медицинском особљу у Афричким болницама смртност лечених српских војника убрзо је сведена на мања од 10%. Од укупно 57.588 војника пристиглих у Африку њих 41.135 је лечено, док је 16.453 војника упућено на војну обуку. На Солунски фронт после обуке и опоравка упућено је 52.314 војника, официра и подофицира.

## Евакуација са албанског приморја
Евакуација војника
Све је почело поморским транспортом српске војске и избеглица са обала албанског приморја конвојима којим су српске трупе превезене прво у Бизерту. Први конвој кренуо је из Драча, а први брод упутио се у правцу Бизерте 6. јануара 1916. године. Од тога дана, не само из отаџбине, већ и са Балкана и из Европе, нашао се у изгнанству не само велики део војска, већ и део државе и део народа. Овај догађај постаће један од најзначајнијих у историји српске војске и државе, јер је означио њену прекретницу, спас и избављење у Првом светском рату.
Евакуација избеглица
Првим конвојем са војним трупама у северну Африку пребачене је и 1.672 избеглице. У медовској луци, без икаквих могућности да се заштите од невремена и глади, на голој ледини, према извештају председника комисије за укрцавање од 12. јануара, остало је да чека евакуацију још око 3.000 људи.
Највећи део преосталих цивила нукрцан је у лађе трећег конвоја, којим су, од 19. до 24. јануара. Од овог контингента од око 3.000 људи уточиште на тлу Северне Африке нашло је око 500 њих, у Тунису, Бизерти и Сиди Абдалаху, док су остали превежену у Марсељ и на Корзику (Баста),
у јуну 1916. године пристигао је још један конвој цивила са око 1.500 избеглица са Крфа у Алжир и Мароко. Тако да је 1916. године на обале северне Африке пристигло укупно око 3.672 избеглице.
Избеглице којс су просто закрћиле обале Северне Африке од Бизерте и Туниса, до Алжира, Константина и Орана, премештене су на Корзику, у Француску и Алжир.

## Евакуација са обала и острва Грчке

### Евакуација са острва Крф и Видо
Транспорт регрута са Крфа у Бизерту био је регулисан при самом завршетку искрцавања војске на Крф и Видо, средином 1916. године. Наиме, наредбом министра војног од 16. фебруара, прецизирано је да се сви здрави регрути из резервних трупа превезу у Бизерту, а да се здрави војници који су се већ налазили у Бизерти, а нису у саставу резервних трупа, превезу на Крф. На основу овог наређења транспортом у Бизерту прво су превежене оне јединице резервних трупа које су већ 17. марта 1916 године, у склопу реорганизације српске војске и непосредних припрема за успостављање Солунског фронта, бродом „Лутесиа” упућене са Крфа (из пристаништа Говино) у Бизерту. Био је то контингент од 2.458 прездравелих и опорављених регрута 2. и 3. резервног пука.
У склопу реорганизације српске војске и њених припрема за превожење на Халкидики, савезници су планирали да све болеснике из пољских болница, избеглице и друге структуре које нису потребне на Солунском фронту са Крфа превезу у Бизерту, на Корзику и у Француску. Предвиђено је да на Крфу, осим батаљона стараца и последње одбране, остане само 2.493 болесника, који су се лечили у болници у Ахилеону.

### Евакуација са Солунског фронта
И док се још изнемогли, болесни и рањени српски војници, пристигли у болнице северне Африке са обала албанског приморја, са Крфа и Вида, нису били ни опоравили од болести нити зацелили ране албанске голготе, а већ средином августа у северноафричке луке почели су да пристижу бродови са рањеницима са Солунског фронта.
Евакуацију и лечење рањених и болесних српских војника из захвата Солунског фронта, у правцу северне Африке,, треба посматрати у склопу укупне реорганизације српског војног санитета по ступању на Халкидики. Такво решење било је изнуђено из два разлога: првог, да санитет српске Врховне команде није имао довољан број хирурга и средстава за извођење сложенијих хируршких интервенција над великим бројем рањеника, и друго, да су савезничке болнице у захвату фронта и по дубини Грчке радиле претежно као пољске.
Према том организационом решењу, наметнутом од стране Енглеза и Француза, рањене српске војнике са линије фронта до дивизијских завојишта (у првој етапи) збрињавао је и евакуисао српски војни санитет. Даље, збрињавање и лечење (у етапама од дивизијских завојишта и амбуланти до болница солунског залива, па све до Бизерте) преузели су савезници – Французи и Енглези.

## Транспорт регрута и добровољаца у правцу северне Африке током 1916—1918.
Значај Бизерте не огледа се само у броју транспортованих рањеника и болесника са обала албанског приморја и са Крфа с почетка 1916. године. Много је већи број оних који су у Бизерту пристигли са других одредишта: из Солуна, Америке и неких европских држава, стигли током 1916-1918.
Ако се узме за поуздано податак да је кроз Тунис и Алжир за време опоравка прошло 59.284 Срба, а да је са обала албанског приморја и са Крфа транспортовано њих 25.093, произлази податак да је транспортом у правцу северне Африке током 1917. и 1918. године превезено 34.191 Срба од којих: око 3.000 добровољаца из Америке, око 4.000 рергрута из европских земаља и 27.191 болесника и рањеника из Солуна.
Пристизање регрута из Европе
У састав Резервних трупа у Бизерту је пристигла и партија младих војника регрута који су, као младићи избеглице, били расути по европским земљама – Француској, Италији, Грчкој. Били су то младићи рођеним 1896. године, које је регрутна лекарска комисија оценила способним за рат. То питање регулисано је на основу наредбе Врховне команде српске војске од 11. фебруара 1916., којом су у регруте сврстани старији младићи последње одбране, а остали младићи распоређени су у допунске трупе док не стасају за регрутацију.
Први младићи, будући војници, су крајем 1916. године почели да пристижу у Бизерту, где су распоређивани по пуковима Резервних трупа. Припреме за регрутацију и регрутација те партије регрута завршене је 26. фебруара 1917. године, од стране регрутних комисија формираних у Паризу, Тулону, Бизерти, Риму, Солуну, Крфу, Одеси. Од средине 1917. године, из наведених европских центара у Бизерту је пристигло око 4.000 регрута.
Превожење добровољаца
На конференцији у Врховној команди француске војске, одржаној 25. новембра 1916, којој је присуствовао и представник српске војске, прихваћено је да се сви добровољци из Америке прикупљају у Бизерти. Ради обуке и спремања за фронт одређен је логор Лазуаз, у који је, убрзо по доношењу наредбе о формирању Првог југословенског добровољачког пука, почетком 1917. године упућен официрски кор са око 40 старешина за прихват и обуку добровољаца. У Лазуаз су 28. марта 1917. пристигле прве мање групе добровољаца, који су након окупљања у Марсељу бродовима превожени за Бизерту.
Различити су подаци о укупном броју добровољаца који су из Америке пристигли у Бизерту. Најчешће се помиње паушална бројка о 3.000 пристиглих добровољаца, мада се наводи и податак о 5.600. Најпрецизније податке у вези с тим презентовао је професор Никола Поповић у делу „Југословенски добровољци 1914–1918”. Из те рачунице роизилази:
| „ | Да је у Бизерту током 1917. године пристигло 2.405, а током 1918. још 1.858 добровољаца, што укупно износи 4.263 добровољца из Северне Америке. Ако се том броју дода и 250 добровољаца из Јужне Америке, 385 који су стигли са Корзике и 78 из Аустралије и Новог Зеланда, произилази да је кроз Бизерту прошло укупно 4.976 добровољаца. Међу њима је било највише Срба, око 200 Хрвата и неколицина Словенаца. | ” |

## Болнице и санаторијуму
| Локација | Болнице | Санаторијуми                                                                             |
| -------- | --- | ---------------------------------------------------------------------------------------- |
| Тунис    | Бизерта (5), Сиди Абдалах (3), Тунис (2), Сиди Фаталах | Бен Негро, Пипињел, Лазуаз, Бања Корбус, Бања Хамам Лифт, Сус, Хамамет, Набеул, Монастир |
| Алжир    | Алжир (5), Константин, Гелма, Бон (2), Сетиф, Оран, Сиди Бел Абес, Мелз ел Кебир, Блида, Дра ел Мизан, Шершеч, Ла Кале, Филпил, Азрерв, Маскара, Хусејин Деј | Мисергин, Сур Арес, Бања Рира                                                            |
| Мароко   | Фез, Уџда |                                                                                          |

## Центри за обуку
Све до краја рата, север Африке и француска војна лука у Бизерти представљала је главну сабирну базу и центар за обуку српског официрског и редовског кадра Војске Краљевине Србије, кроз који је прошло 16.453 војника, регрута, питомаца, курсиста из добровољаца.
У Бизерти су се на обуци налазили делови Шумадијске дивизије другог позива, делови Комбинованог одреда, Скопска подофицирска школа, Штаб резервних трупа и 1. пук резервних Нишких трупа.
Обука питомце
У Бизерти је између остале вршена и војна настава за неколико генерација питомаца из Скопске подофицирске школе, потом питомце изабране међу српским ђацима избеглицама и међу младићима који су стасали за регрутацију. У том циљу Врховна команда је прво окупила питомце подофицирских школа распоређене у различитим јединицама у Грчкој и Африци, а затим их упутила у Бизерту. Шатори за смештај питомаца прво су били уређени у логору Лазуаз. После тридесетак дана питомци су пребачени из шатора у касарне где је настављена обука.
Питомци двадесетшесте класе, која је названа бизертска класа, произведени су у чин поднаредника 15. маја 1917. године након чега је уследила још сложенија борбена обука. Како је ова класа и пре обуке имала борбена искуства током 1915. године и искуство повлачења кроз Албанију крајем 1915. и почетком 1916. године сматрало се да је она по својим војним квалитетима превазилазила раније класе подофицира.
Последња генерација питомаца обучавана у Бизерти није упућена на Солунски фронт већ је планирано да она настави своје војно школовање у Србији након окончања рата.
Обука добровољаца
Сви добровољци из прекоокеанске дијаспоре, који су допутовали у земље Северне Африке, пре одласка на Солунски фронт првобитно су били стационирани у Бизерти, где су не само обучавани већ опрема и наоружањем и другом опремом.

## Духовни живот
И у данима боравка у Сфрици српски војници прослављали су или макар обележавали своју крсну славу. У касарнама, логорима, по болницама и санаторијумима, српска војска светковала је велике верске празнике, Бадње вече, Божић, Васкрс, Видовдан и своју крсну славу.
Након стабилизације стања и разместаја у северној Африци, организован је верски живот. У Команди Српских резервних трупа и подофицирских школа у касарни „Ламберт” радио је свештеник који је обављао црквене обреде у самој команди и одржавао везу са осталим свештеницима, распоређеним по болницама у Феривилу, Тунису, Алжиру и у логору Лазуаз.
Све време на тлу Африке, свештеници су обављали црквене свечаности по јединицама у логору и касарнама, држали опела у болничким капелама и над гробовима умрлим, парастосе на српским војничким гробљима и пригодне родољубиве беседе по болницама којима су јачали морал санитетског особља и крепили душу болесницима.

## Културо-забавни живот
Са опоравком српских војника у Тунису и Алжиру, у њима су се будиле и духовне потреба: радне, верске, културне. Тако се зачела и идеја да се, по угледу на Западни фронт у Европи у Лазуазу, оснује војничко логорско позориште, војнички оркестар, војничке новине итд.

## Гробља на којима почивају српски војници
Највећи број изнемоглих, болесника и рањеника нашло је лека, али за многе спаса није било. На простору Северне Африке умрло је више од 3.226 српских војника. Међу њима су били и један генерал, 88 официра, 143 подофицира и 42 питомца. Њихови посмртни остаци расути су на светим местима у гробницама и на гробним местима у 24 гробља Северне Африке, рачунајући ту и „Плаву гробницу” у бизертском заливу.
На пет гробаља у Тунису и у дубини бизертског залива вечно почива 2.769 српских ратника, а у ондашњој француској колонији Алжиру, на 18 гробаља, кости је расуло 457 српских ратника..

## Повратак на Балкан
Допринос Бизерте и њен значај у попуни јединица на новотвореном балканском фронту био је велики. Одморени, опорављени, прездравели, излечени,
преобучени и обучени војници, обучени регрути и добровољца, њих укупно 52.314 из Бизерте попуњавало је борбене јединице на фронту. Била је то огромна војска, читава једна армија, која је поступно нарастала и на фронту улазила у састав постојеће две српске армије, које су кренуле у јуриш ка ослобођењеу Србије.
Као посебан извор попуне јединица на Солунском фронту предвиђен је био регрутни контингент добровољачког потенцијала из Русије и неутралних држава, као и борци јужнословенског порекла међу аустроугарским заробљеницима које су заробиле наше или савезничке снаге. Укупни потенцијал процењивао се на око 58.000 људи. Међутим, прикупљена са свега 21.074 добровољца. Отуда је попуна из Северне Африке и те како добродошла,
| „ | ...јер је Први светски рат решен пробојем српских јединица на Солунском фронту, а не борбама на Западном фронту, што је и омогућило Србији да заузме и баштини место равноправног члана на мировној конференцији. | ” |

По годинама та попина новим борцима Солунског фронта изгледала је овако:
1916/17.
У току 1916. године из болница у Бизерти превежено је и у правцу фронта поступно упућено најпре 4.475 рековалесцената, до средине априла. Године 1917. тај број износио је 4.891, а потом до краја 1917. године још 1.146 рековалесцената што укупно износи 10.512 излечена, прездравела војника током 1916. и 1917. године.
1918
Највећи број прездравелих војника и рековалесцената, њих 13.424, пребачено је на фронт током 1918. године - до августа, када су завршене припреме за пробој. Међу њима били су Питомци бизертске класе са још неким резервним јединицама који су укрцани 26. јула 1918. на француски брод „Полинезија” који је био торпедован недалеко од Малте али је највећи део новопроизведених питомаца био спашен. По доласку на фронт они су били распоређени у различите јединице српске војске ради попуне.